# Dobrsko Selo
Dobrsko Selo (cyr. Добрско Село) – wieś w Czarnogórze, w gminie Cetynia. W 2011 roku liczyła 63 mieszkańców.